# Antti Kukkonen
Antti Kukkonen (Kontiolahti, 3 de outubro de 1889 – Joensuu, 14 de fevereiro de 1978) foi um agricultor, sacerdote e político finlandês. Ele atuou no Parlamento por 34 anos e ocupou o cargo de ministro da educação por sete anos.

## Vida
Kukkonen formou-se em 1910 na escola secundária de Joensuu e ingressou na Faculdade de Teologia da Universidade de Helsinque no outono do mesmo ano, graduando-se na primavera de 1914.  Durante sua carreira sacerdotal, exerceu funções em Tohmajärvi, Puumala e Parikkala. No entanto, no outono de 1918, deixou o ministério para assumir a fazenda da família.
No início de 1919, sua vida sofreu uma grande mudança quando membros da Liga Agrária o persuadiram a se candidatar às eleições parlamentares, sendo eleito deputado. Kukkonen foi um crítico de todos os movimentos políticos antidemocráticos. Na década de 1930, condenou o fanatismo e a violência do Movimento de Lapua, defendendo os princípios do parlamentarismo. Também se opôs ao fascismo e ao nazismo, o que resultou em pressões e ameaças da extrema-direita finlandesa. 
Além de seu papel na área da educação, Kukkonen dedicou-se especialmente à política externa dentro de seu partido. Durante a Segunda Guerra Mundial, recebeu informações importantes do presidente Risto Ryti e da embaixada alemã, mas esses contatos levaram-no a ser processado por responsabilidades de guerra, resultando em uma condenação a dois anos de prisão.
Após cumprir a pena, a carreira política de Kukkonen continuou, mas ele não conseguiu recuperar sua influência anterior. Ele deixou suas atividades políticas no início de 1970. 